# Albrecht Schrick (Politiker, 1573)

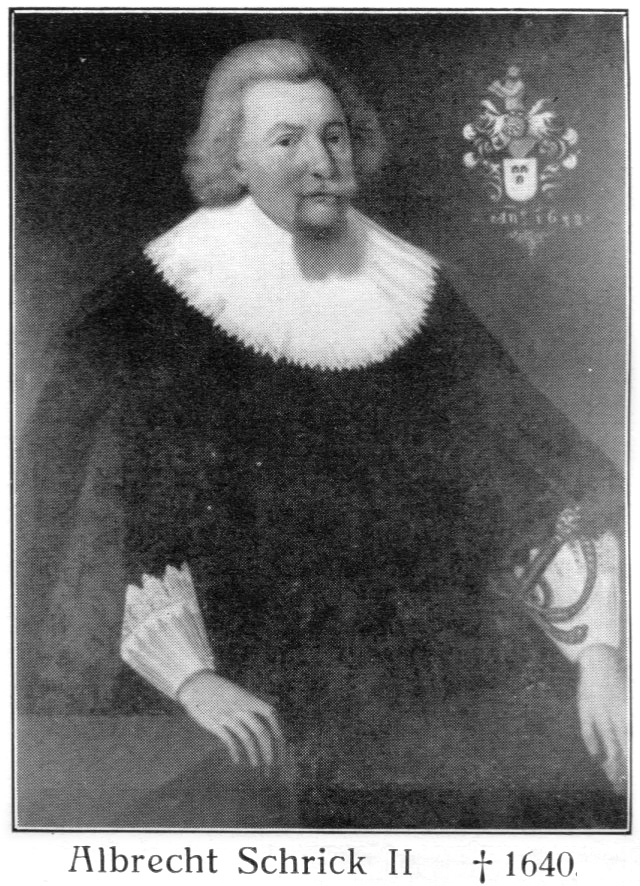
Albrecht Schrick

Albrecht Schrick (* 24. August 1573 in Aachen; † 1. November 1640 ebenda) war ein deutscher Politiker, Schöffe und Bürgermeister der Reichsstadt Aachen.

## Leben und Wirken
Albrecht Schrick stammte aus einer katholischen Familie und war der Sohn von Albrecht Schrick, dem Älteren und der Anna Nickel († 1598) aus Jülich. Schrick wuchs in einer Zeit auf, als die Aachener Religionsunruhen ihren Höhepunkt hatten und sein Vater zweimal von den zwischenzeitlich mehrheitlichen evangelischen Ratsherren verbannt worden war. Erst als am 1. September 1598 per kaiserlichen Beschluss die katholischen Ratsherren wieder eingesetzt worden waren, folgte am 5. Oktober Schricks Ernennung zum Meier von Burtscheid als Nachfolger des geächteten Bonifacius Colyn. Die Unruhen und das gegenseitige Ächten waren jedoch noch nicht beendet und Schrick wurde 1605 von seinem Amt als Meier zunächst entbunden, aber noch im gleichen Jahr wieder eingeführt. Im Jahr 1612 folgte seine erneute Entlassung aus dem Amt und es dauerte diesmal bis 1614, bis er seinen Dienst wieder antreten konnte. In den folgenden zwei Jahrzehnten wurde Schrick insgesamt zehnmal in das Amt des Bürgermeisters der Stadt Aachen gewählt, und zwar in den Jahren 1616/17, 1618/19 (jeweils mit Johann Schörer als Bürger-Bürgermeister aus den Reihen der Zünfte), 1620/21 (mit Egidius Bleyenheuft), 1622/23, 1624/25, 1626/27, 1628/29 (jeweils mit Dietrich Speckhewer), 1630/31, 1632/33, 1634/35 (jeweils mit Kaspar von Löwenich).
Zwischenzeitlich war Schrick 1599 in die Sakramentsbruderschaft von St. Foillan eingetreten und wurde seit 1601 als Mitglied des Aachener Schöffenstuhls geführt. Im Jahr 1607 gehörte er dem Vorstand des „Gymnasium Marianum des Jesuitenordens“ an.

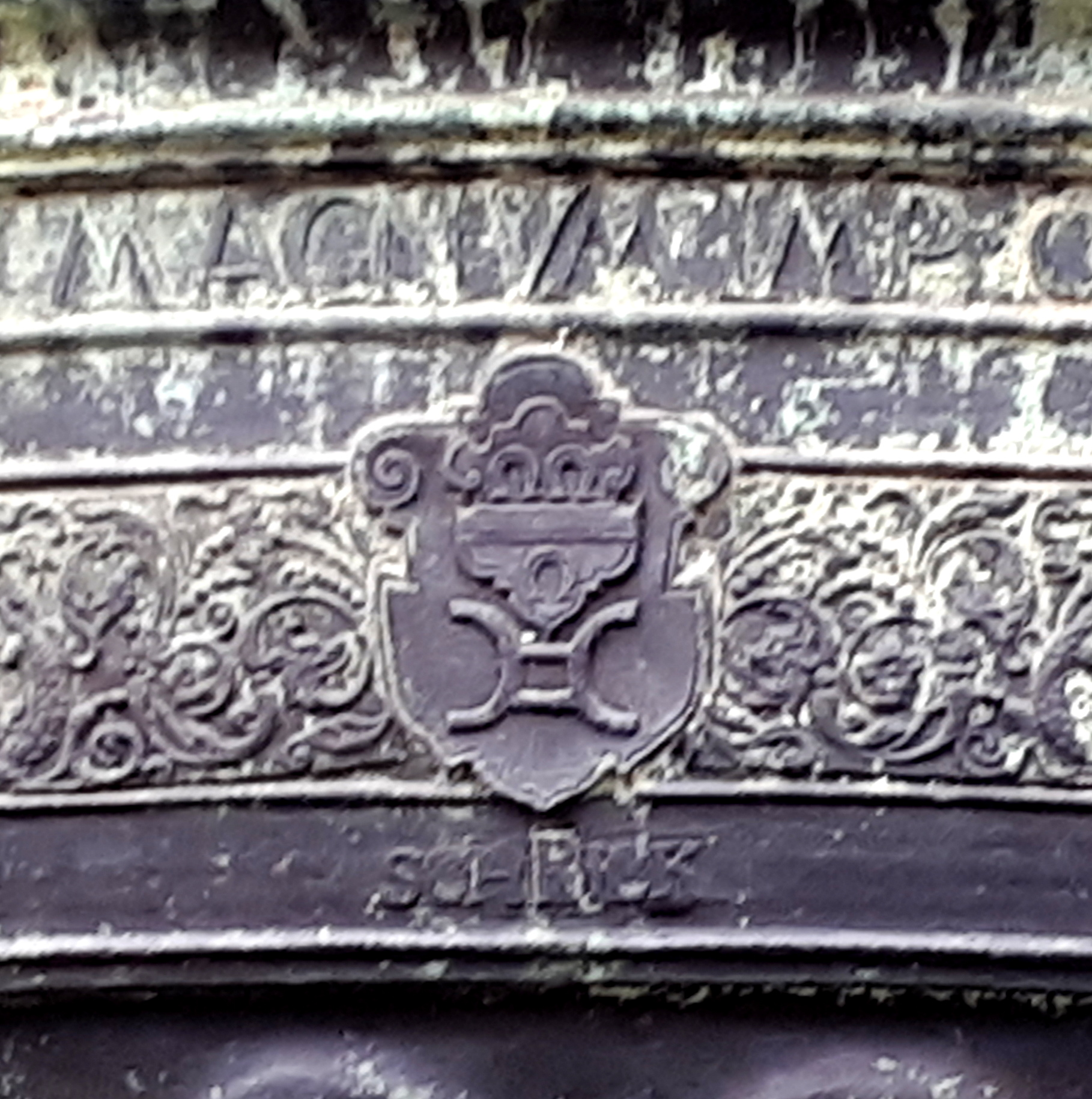
Wappen Schrick am Karlsbrunnen

In seiner Amtszeit als Bürgermeister setzte er mit der Grundsteinlegung der Aachener Jesuitenkirche am 28. Mai 1618 den Bau des Gotteshauses in Gang und gehörte Ende der 1610er-Jahre zu den Initiatoren, die am Aachener Karlsbrunnen eine neue Bronzeschale gießen ließen, die 1620 von ihm eingeweiht wurde und auf der sowohl sein Familienwappen als auch diejenigen der anderen beteiligten Bürgermeister eingraviert wurden. 1624 führte Schrick eine Delegation zum Kaiser Ferdinand II. nach Wien an, dem er mehrere kostbare und in Aachen angefertigte Pistolen in der Hoffnung überbrachte, dass der Kaiser die nach den Religionsunruhen in Aachen stationierte spanische Schutzmacht mit mehr als 16.000 Soldaten unter dem Kommando des Marquis Ambrosio Spinola wieder abziehen lassen würde. Doch es sollte noch bis 1632 dauern, bis der Kaiser dieser Bitte nachkam.
Albrecht Schrick starb am 1. November 1640 an den Folgen der Wassersucht. Er war verheiratet mit Adelheid Ingermans von Gürzenich, die ihm zwei Söhne gebar, die jedoch bereits im Kindesalter verstarben. Schricks Tagebuch ist Bestandteil des Aachener Stadtarchivs und ein Bildnis von ihm aus dem Jahr 1638 befindet sich im Besitz der Nachkommen der Familie von Fürth auf Kasteel Rivieren in Klimmen in der Gemeinde Voerendaal bei Heerlen.